# 王者之劍

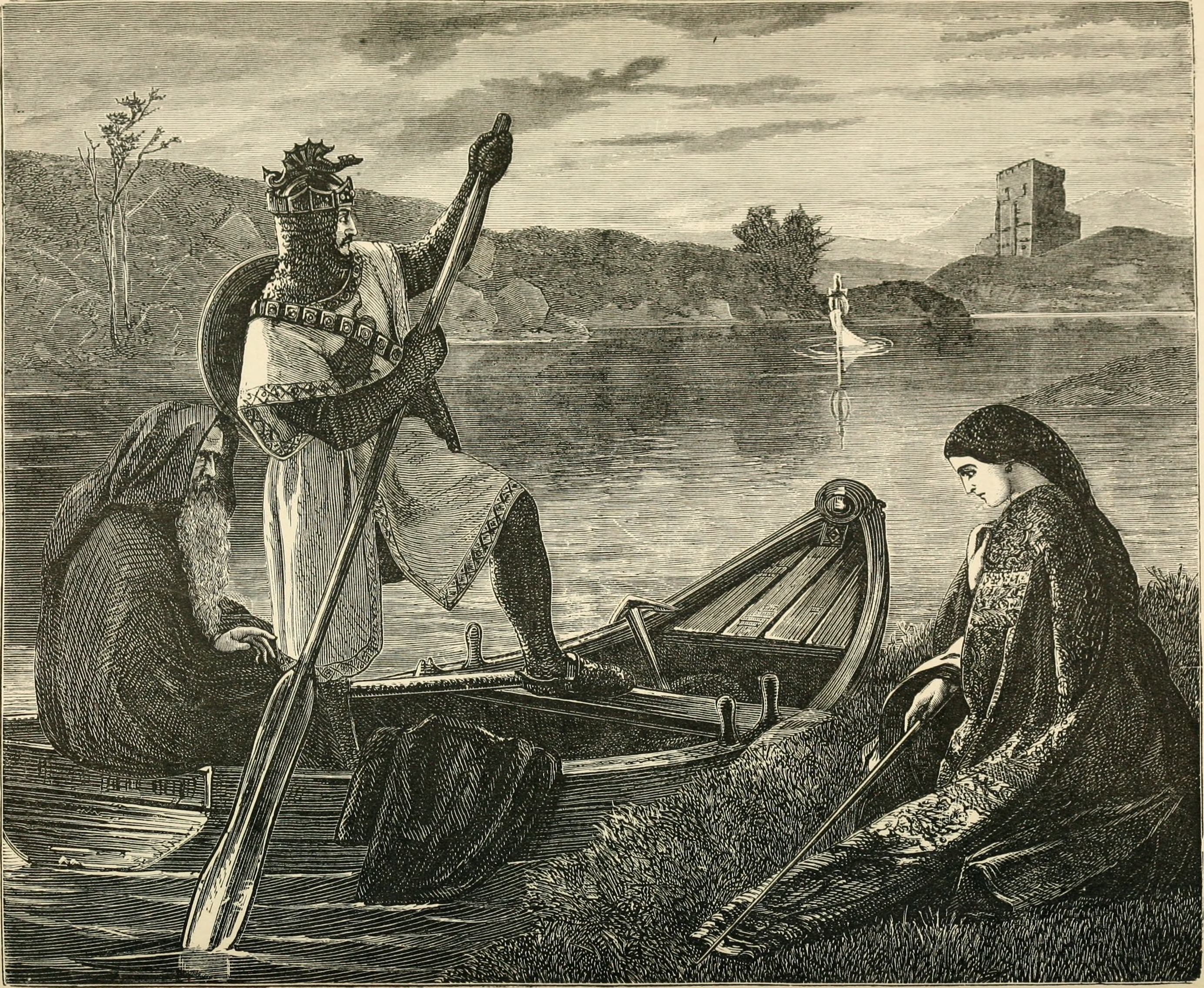
亚瑟王從湖夫人的手中得到王者之劍

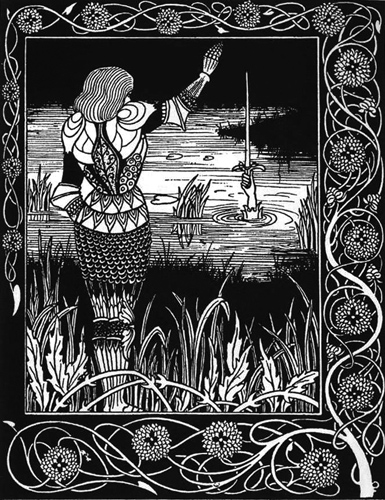
貝德維爾將軍把王者之劍投進湖中。1894年，比亞茲萊畫作。

王者之劍（英語：Excalibur，又譯為斷鋼聖劍、斬鐵劍、湖中劍）據說持有該劍可帶來統治不列顛的魔力。在威爾士傳說中又被稱為卡里德福洛斯（Caledfwlch）。王者之劍是在亞瑟王傳說中所登場的魔法聖劍，可以稱得上是後世騎士文學中，英雄多半配持著名劍、寶劍傳統的開端。

## 歷史
在亞瑟王傳說中，亞瑟王曾在和Pellinore王的交鋒中違反騎士道導致石中劍折斷了，後來他在魔法師梅林的指引下從湖夫人手中得到了王者之劍。王者之劍在精靈國度阿瓦隆所打造，劍鍔由黃金所鑄、劍柄上鑲有寶石。此時梅林告誡亞瑟：「王者之劍雖強大，但其劍鞘卻較其劍更為貴重。配戴王者之劍的劍鞘者將永不流血，你絕不可遺失了它。」
但後來亞瑟王還是遺失了劍鞘（被摩根勒菲丟入湖中），因此他雖擁有削鐵如泥的劍，最後仍被私生子兼外甥的騎士莫德雷德重傷致死。至於王者之劍則在亞瑟王臨終的囑咐下，由「斟酒人」貝德維爾將軍投回湖中，與亞瑟王一齊回到傳說中的仙境阿瓦隆去。

## 湖中劍和石中劍
在殘存的古老亞瑟王傳說中，關於劍的起源傳奇分別有兩個版本。「石中劍」傳奇的原始起源來自於的詩歌魔法師「梅林」。
蒙茅斯的杰弗里所写的《不列颠诸王史》中说这把剑是在阿瓦隆铸造的并把本地语中的Caledfwlch加以拉丁化变成Caliburnus。之后他的著作传到欧洲大陆后变成Excalibur，其他中世纪的阿瑟王诗歌和编年史中的写法有：Calabrun, Calabrum, Caliburn, Calibourne, Callibourc, Calliborc, Calibourch, Escaliborc,和Escalibor。这些故事也影响到了以圣杯文化著名的拉丁圣经文化圈，起初这些传奇中还包括梅林韵文但是后拉丁圣经圈的作者们去掉梅林的部分，而加上自创的亚瑟王早期人生及Excalibur的来源。具体来说，在拉丁圣经圈中的《梅林传》中明确写到从石中拔出的剑就是Excalibur，但是后来的版本中变成此剑是从湖中仙女处得到。而《亚瑟王之死》将两个说法都写入从而产生两把剑。因此Excalibur和石中剑系屬同源。有观点认为“石中拔出剑”是在暗指冶金术。